# Śródmiejska Dzielnica Mieszkaniowa w Łodzi
Śródmiejska Dzielnica Mieszkaniowa (ŚDM) (wśród łodzian znana jako Manhattan) – osiedle mieszkaniowe w Łodzi, w Śródmieściu, modernistyczne, wzniesione w latach 1975–1982; zespół jednych z największych w Polsce budynków mieszkalnych (megaszaf) wykonanych w konstrukcji szkieletowej „słupowo-płytowej”.

## Charakterystyka
Ówcześnie projektowane systemy wielkopłytowe dla budynków mieszkaniowych pozwalały na wykonanie budynków o wysokości maksymalnie 11 kondygnacji, dlatego niesłusznie uważa się, że budynki te wykonano w technologii tzw. „wielkiej płyty”. Nie zastosowano tutaj wielkopłytowych ścian nośnych, a jedynie ściany osłonowe z żelbetowych płyt elewacyjnych wykończonych okładzinami azbestowo-cementowymi, które zdemontowano podczas remontu w latach 90. Ze względu na rozmiary i nowatorską, jak dla budynków mieszkalnych, konstrukcję budynki te posadowiono nie za pomocą ław fundamentowych, ale płyt fundamentowych. Na terenie osiedla znajdują się m.in. dwa najwyższe budynki mieszkalne w Łodzi (każdy po 78 metrów wysokości).
Autorami zwycięskiej koncepcji w konkursie na opracowanie Śródmiejskiej Dzielnicy Mieszkaniowej w Łodzi w 1969 r., byli: Mieczysław Sowa, Krzysztof Wiśniowski, Andrzej Bohdanowicz, Ryszard Daczkowski i Lech Paperz, lecz ostatecznie realizację osiedla powierzono zatrudnionemu w łódzkim Miastoprojekcie Aleksandrowi Zwierce i jego zespołowi projektowemu.
Charakterystycznym detalem architektonicznym osiedla są umiejscowione na ostatnich kondygnacjach pawilony z infrastrukturą techniczną wysunięte poza lico elewacji.
W 2000 i w 2001 roku ocieplono i odmalowano bloki przy al. Piłsudskiego 7, ul. Sienkiewicza 101/109 oraz ul. Wigury 15.

## Budynki
Na wielki zespół mieszkaniowy ŚDM składa się 8 budynków:
- al. Piłsudskiego 7 (23 kondygnacje użytkowe + 2 techniczne) 78 m – składa się z 4 segmentów, liczących odpowiednio: 21, 19, 17 i 15 pięter oraz dwupoziomowego holu. Na 7. piętrze znajduje się piętro obsługowe.
- ul. Piotrkowska 182 (24 kondygnacje użytkowe + 2 techniczne) 78 m – składa się z 7 segmentów, liczących odpowiednio: 2×23, 21, 19, 3×17 pięter oraz holu. Na 7. piętrze znajduje się piętro obsługowe, a pod budynkiem znajduje się parking.
- ul. Sienkiewicza 101/109 (18 kondygnacji użytkowych + 2 techniczne) 60 m – składa się z 4 segmentów, liczących odpowiednio: 17, 15, 2×13 pięter oraz holu. Na 7. piętrze znajduje się piętro obsługowe.
- ul. Piotrkowska 204/210 (18 kondygnacji użytkowych + 2 techniczne) 58 m – składa się z 6 segmentów, liczących odpowiednio: 2×18, 16, 14, 2×12 kondygnacji.
- ul. Wigury 15 (14 kondygnacji użytkowych + 2 techniczne) 46 m – składa się z 3 segmentów, każdy po 14-kondygnacji.
- ul. Piotrkowska 235/241 (14 kondygnacji użytkowych + 2 techniczne) 46 m – składa się z 3 segmentów, każdy po 14 kondygnacji.
- ul. Piotrkowska 247 (14 kondygnacji użytkowych + 2 techniczne) 46 m – składa się z 2 segmentów, oba po 14 kondygnacji.
- ul. Piotrkowska 257a (14 kondygnacji użytkowych + 2 techniczne) 46 m – składa się z 2 segmentów, oba po 14 kondygnacji.

Na osiedlu znajduje się parking kubaturowy dziewięciopoziomowy (trzy poziomy podziemne, jeden naziemny i pięć nadziemnych) na 475 aut.

## Galeria

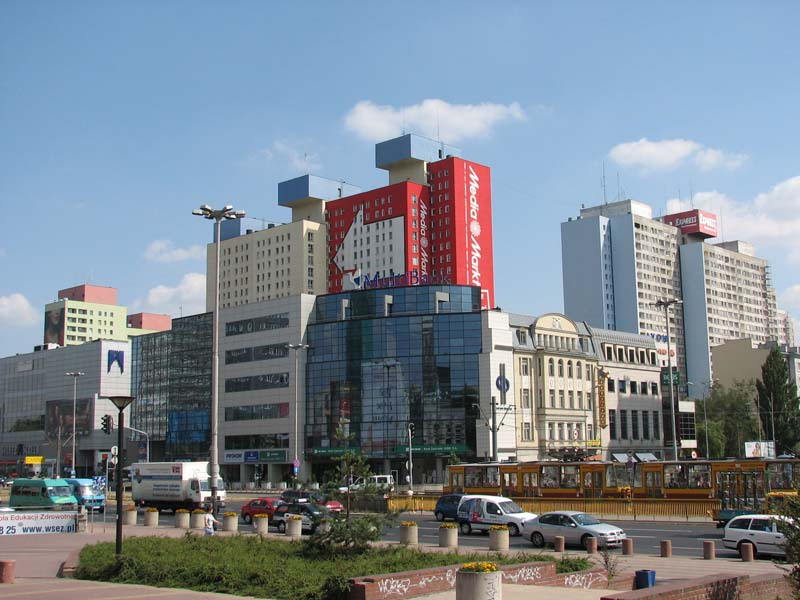
Widok na ŚDM od strony północnej (2006)
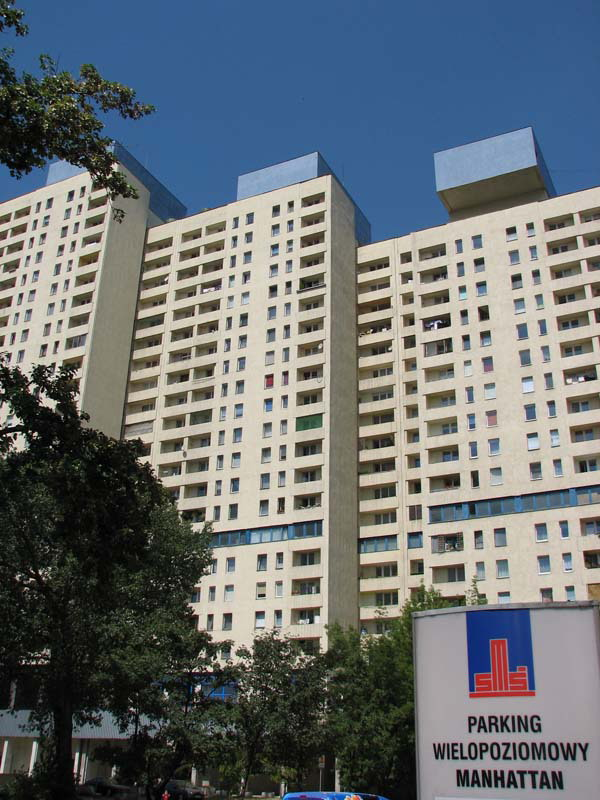
Widok na ŚDM od strony południowej
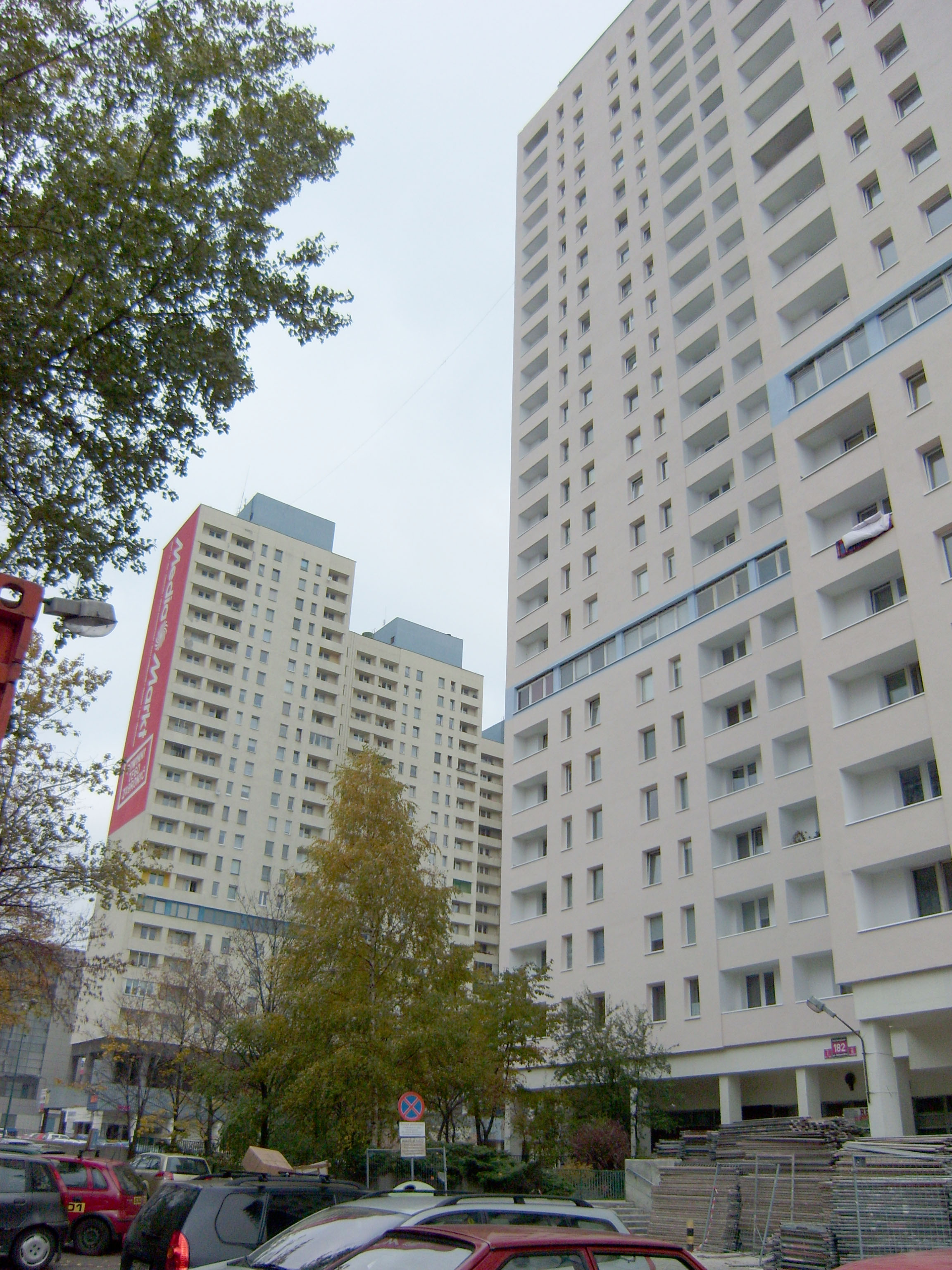
Widok na parę najwyższych 78-metrowych budynków
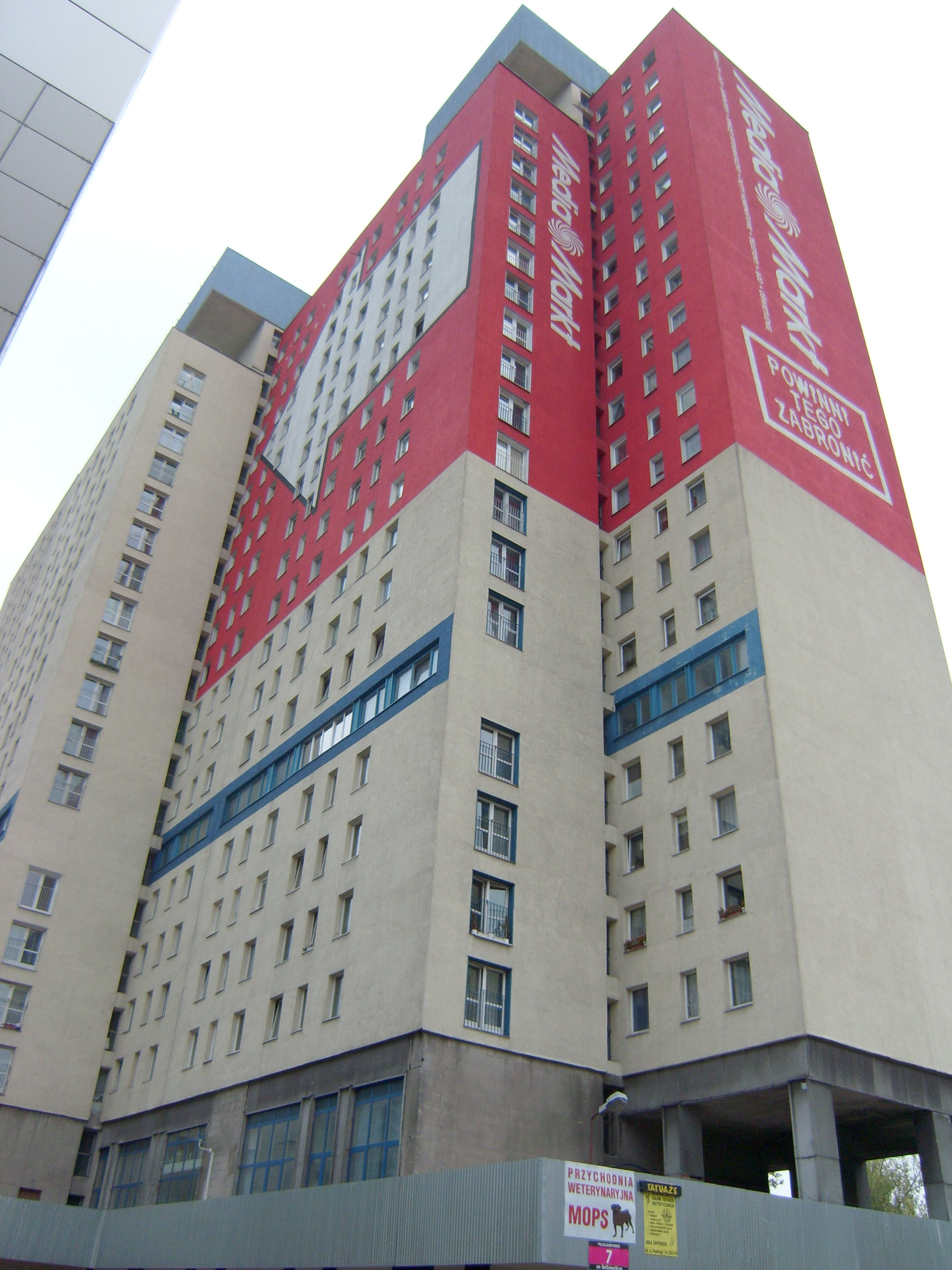
23-kondygnacyjny 78-metrowy przy al. Piłsudskiego 7
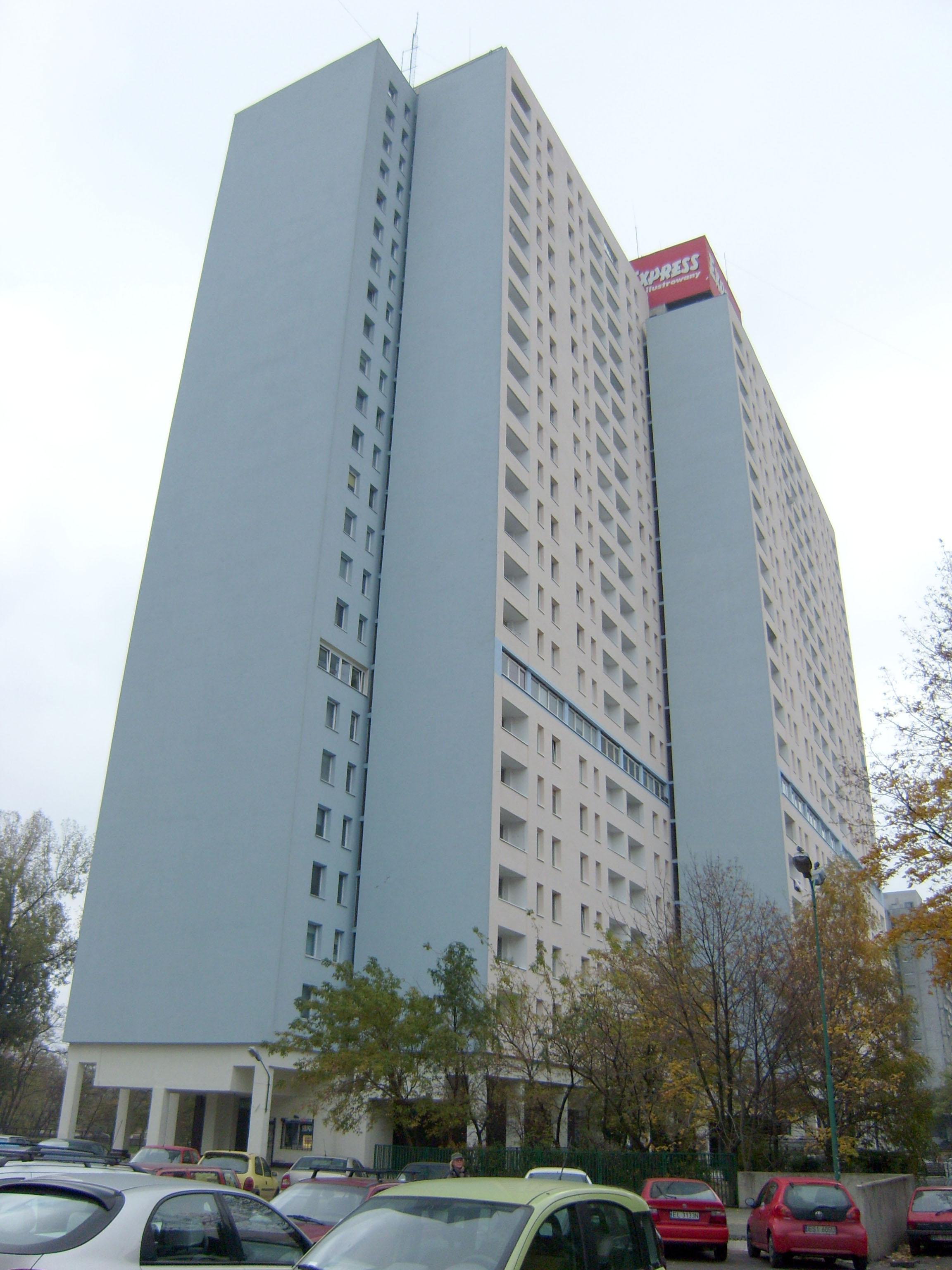
24-kondygnacyjny 78-metrowy przy ul. Piotrkowskiej 182
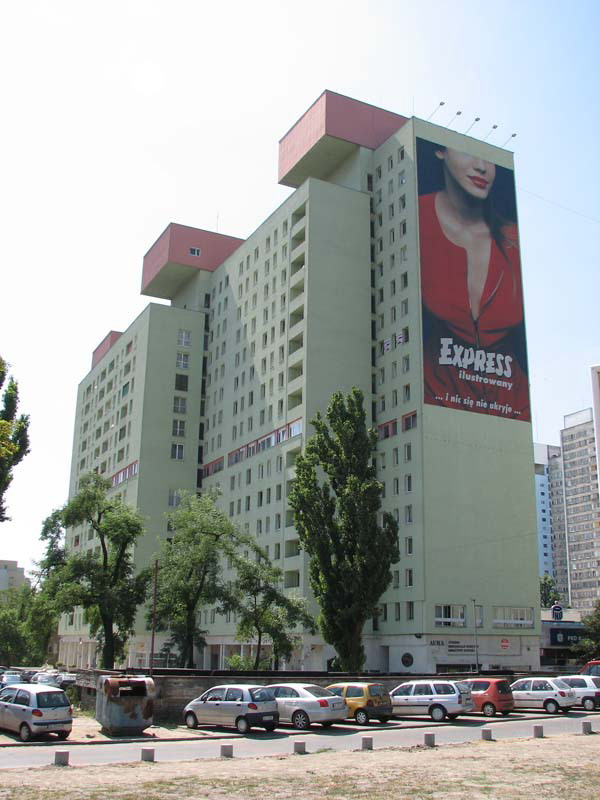
18-kondygnacyjny 60-metrowy przy ul. Sienkiewicza 101/109
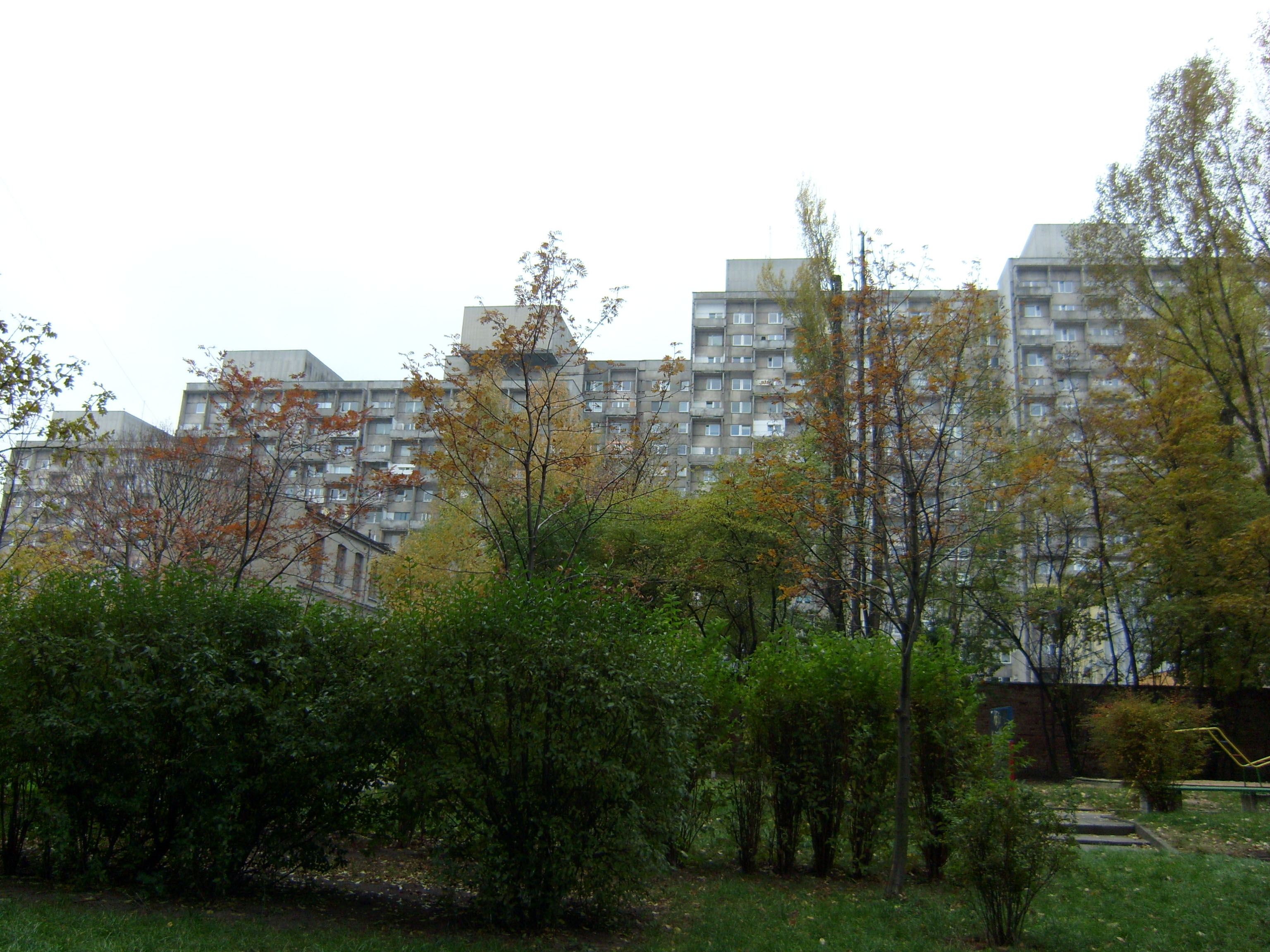
18-kondygnacyjny 58-metrowy przy ul. Piotrkowskiej 204/210
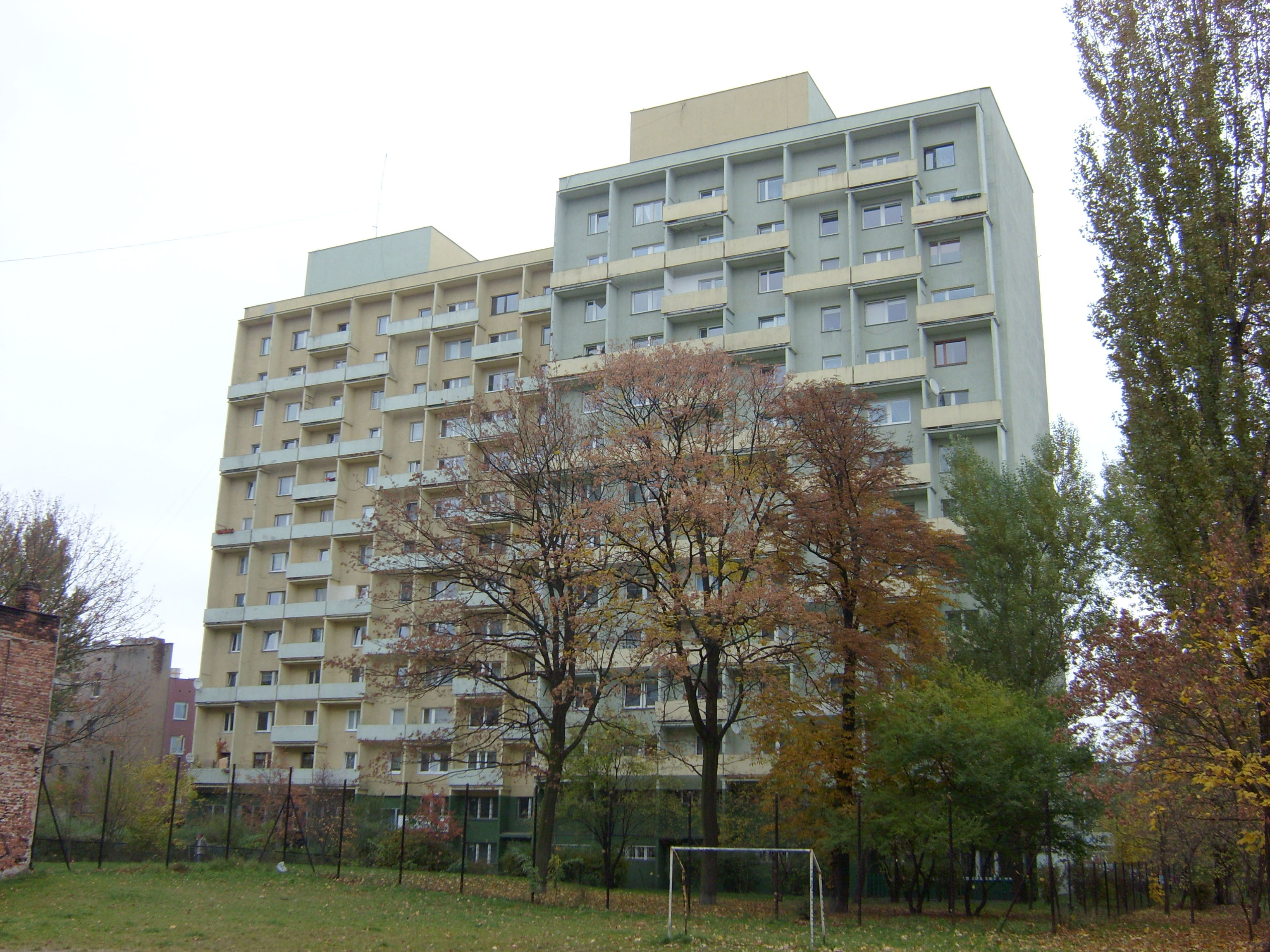
14-kondygnacyjny 46-metrowy przy ul. Wigury 15
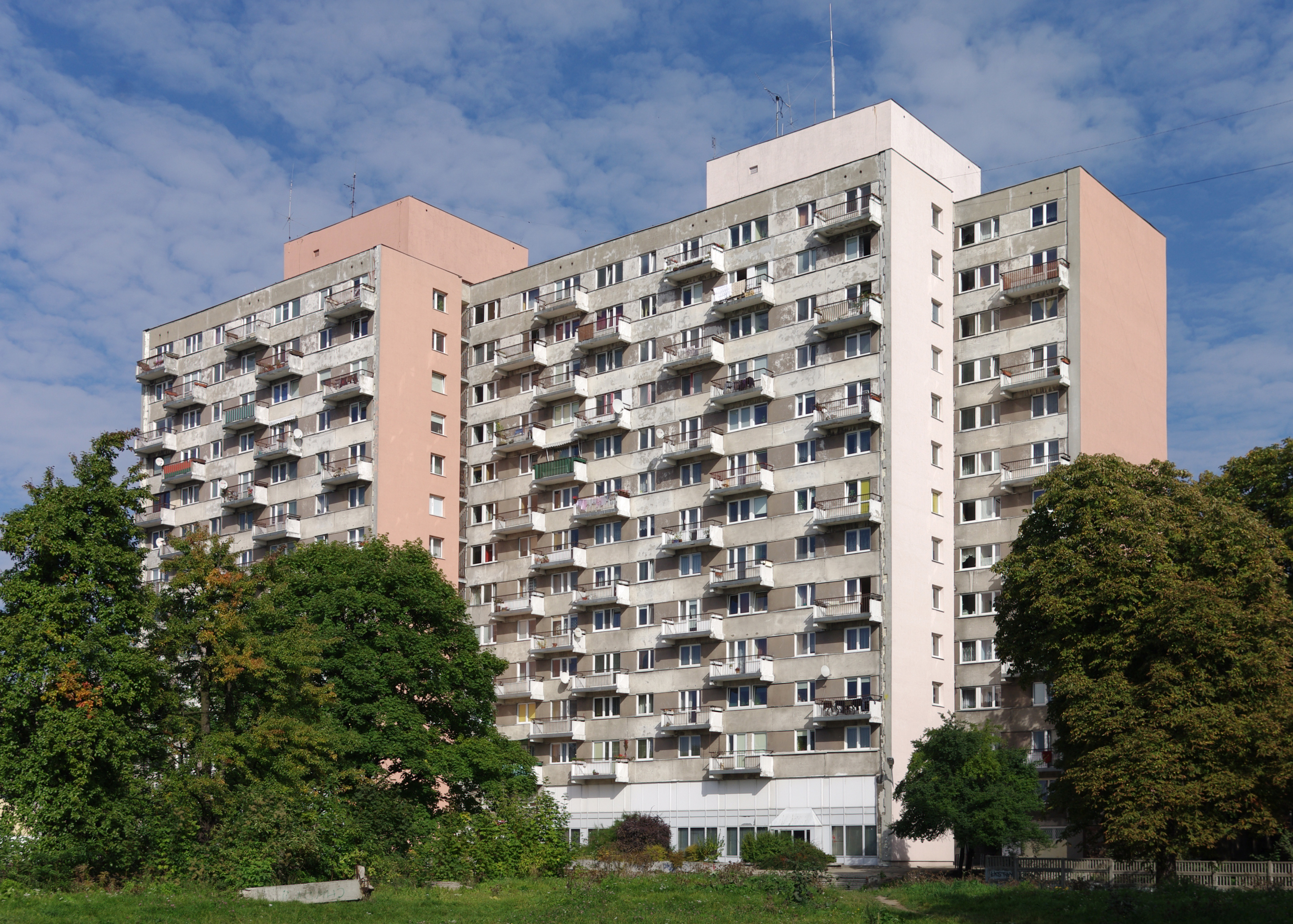
14-kondygnacyjny 46-metrowy przy ul. Piotrkowskiej 235/241
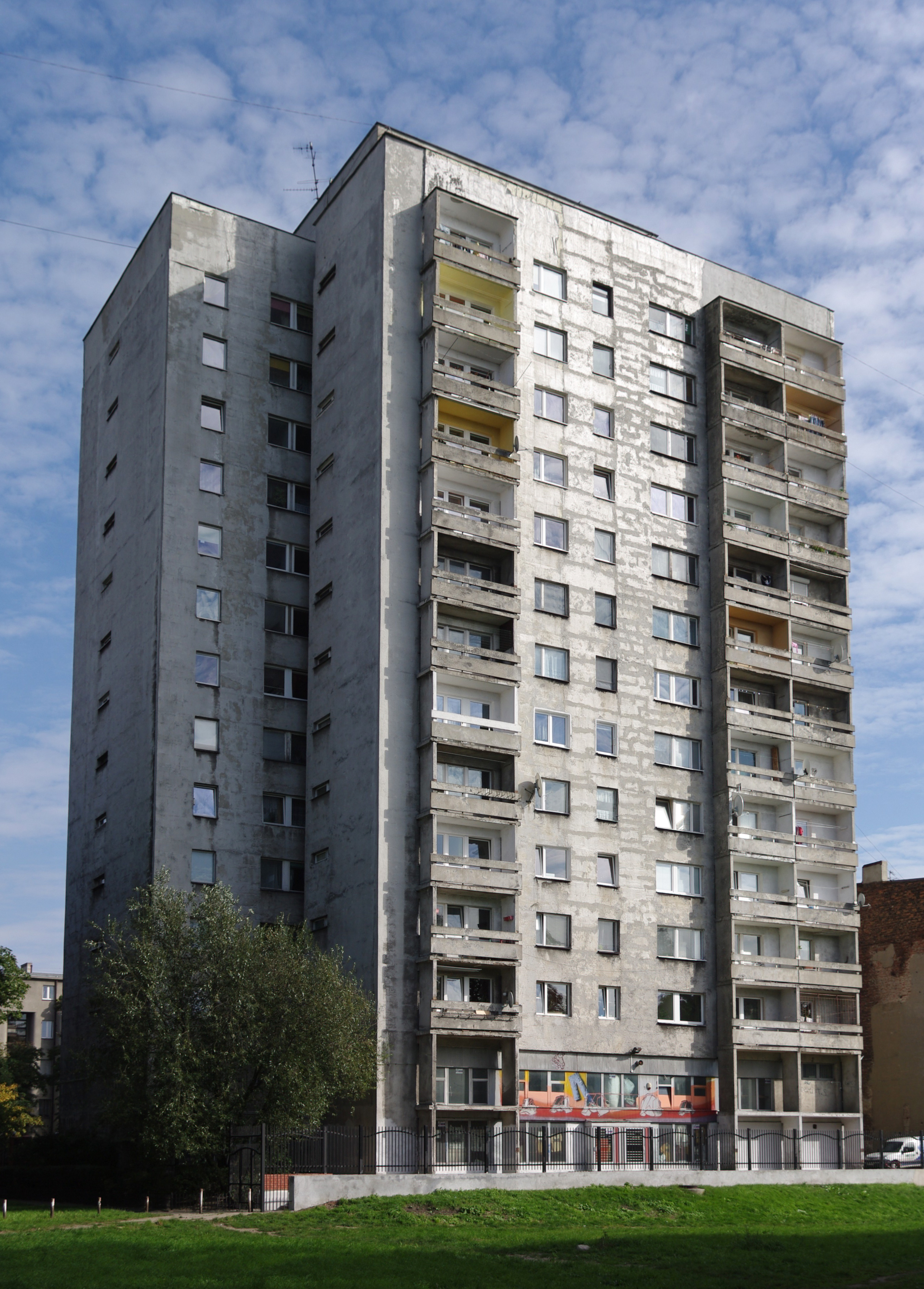
14-kondygnacyjny 46-metrowy przy ul. Piotrkowskiej 257a